# 天一俊哉
天一 俊哉（てんいち としや、1977年11月22日 - ）は、新潟県南魚沼郡大和町（現・南魚沼市）出身で、山響部屋（入門時は北の湖部屋）所属の現役大相撲力士。本名は渡辺 俊哉（わたなべ としや）。血液型はO型。最高位は西幕下10枚目（2006年11月場所）。
2000年頃に5年間、初切を担当していた。

## 来歴
中学校を卒業すると同時に北の湖部屋（2015年に山響部屋に改称）に入門し、1993年3月場所で初土俵を踏んだ。同期生には北勝力、皇司、琴春日、若兎馬、琉鵬、旭南海らがいる。また、初土俵は1場所違うが、18代藤島（元大関・武双山）からはよく目を掛けられているという。初めて番付についた翌5月場所から「天一」の四股名を名乗っているが、これは地元でお世話になった草相撲力士の力士の名前を貰ったものである。
序二段で迎えた1995年5月場所では、13日目の7番相撲で同期生の栃不動に勝って7戦全勝としたが、3人で行われた優勝決定巴戦で、志賀（後の大関・栃東）に敗れて優勝はならなかった。翌7月場所で三段目に昇進し、1997年7月場所で初めての三段目優勝。この場所は同部屋から幕下の須佐の湖、序二段の雷法も優勝したため、NHK大相撲中継の優勝インタビューは3人同時に行われた。翌9月場所で幕下に初昇進。幕下昇進後は花相撲などで初切を務め、陽気でエンターテイナー気質の性格から、覆面レスラーならぬ覆面力士として初切に乱入したこともあった。
2006年11月場所では自己最高位となる幕下10枚目まで番付を上げ関取を窺う地位につけ、30歳を過ぎてからも長く幕下で相撲を取り続けた。特に、三段目に下がっていた2013年9月場所では、35歳10か月という高齢で2度目の三段目優勝をしたが、それまでの幕下以下での最高齢優勝は十文字が2010年7月場所で幕下優勝をした時の34歳1か月であり、これを1歳9か月も更新した。
怪我が少なく、入門から長らく皆勤を続けていたが、2015年1月場所の6番相撲が自身初の不戦敗となり、連続出場は908回で止まった。2016年9月場所を最後に幕下から陥落し、以後は序二段－三段目での土俵が続く。
2025年5月場所限りで澤勇（1992年7月場所初土俵）が引退したことに伴い、同年7月場所以降は天一が最古参の力士となる。

## 主な成績
2025年7月場所終了現在
- 通算成績：646勝684敗14休（193場所）
- 各段優勝：三段目優勝2回（1997年7月場所、2013年9月場所）

| | 一月場所 初場所（東京） | 三月場所 春場所（大阪）   | 五月場所 夏場所（東京）   | 七月場所 名古屋場所（愛知） | 九月場所 秋場所（東京） | 十一月場所 九州場所（福岡） |
| --- | ----------------------- | ------------------------- | ------------------------- | --------------------------- | ----------------------- | --------------------------- |
| 1993年 （平成5年） | x                       | （前相撲）                | 東序ノ口15枚目 4–3        | 東序二段164枚目 3–4         | 東序二段185枚目 5–2     | 東序二段132枚目 3–4         |
| 1994年 （平成6年） | 東序二段156枚目 3–4     | 東序二段177枚目 6–1       | 西序二段83枚目 3–4        | 西序二段105枚目 3–4         | 東序二段131枚目 5–2     | 西序二段72枚目 2–5          |
| 1995年 （平成7年） | 西序二段102枚目 5–2     | 西序二段56枚目 3–4        | 西序二段77枚目 7–0        | 東三段目72枚目 3–4          | 西三段目91枚目 3–4      | 西序二段8枚目 3–4           |
| 1996年 （平成8年） | 東序二段29枚目 6–1      | 東三段目70枚目 3–4        | 西三段目87枚目 4–3        | 西三段目69枚目 2–5          | 西三段目95枚目 5–2      | 東三段目55枚目 3–4          |
| 1997年 （平成9年） | 東三段目72枚目 6–1      | 東三段目22枚目 1–6        | 東三段目58枚目 3–4        | 東三段目72枚目 優勝 7–0     | 東幕下48枚目 2–5        | 西三段目7枚目 2–5           |
| 1998年 （平成10年） | 東三段目30枚目 4–3      | 西三段目14枚目 5–2        | 東幕下57枚目 2–5          | 東三段目16枚目 4–3          | 東三段目4枚目 3–4       | 西三段目17枚目 4–3          |
| 1999年 （平成11年） | 西三段目6枚目 3–4       | 西三段目21枚目 4–3        | 東三段目9枚目 3–4         | 東三段目20枚目 6–1          | 西幕下46枚目 4–3        | 西幕下40枚目 3–4            |
| 2000年 （平成12年） | 東幕下49枚目 5–2        | 東幕下32枚目 1–6          | 西幕下52枚目 2–5          | 東三段目16枚目 4–3          | 東三段目4枚目 5–2       | 西幕下40枚目 5–2            |
| 2001年 （平成13年） | 東幕下26枚目 2–5        | 東幕下40枚目 6–1          | 西幕下21枚目 4–3          | 西幕下15枚目 3–4            | 東幕下25枚目 2–5        | 東幕下40枚目 4–3            |
| 2002年 （平成14年） | 東幕下32枚目 5–2        | 西幕下22枚目 2–5          | 西幕下37枚目 3–4          | 東幕下44枚目 4–3            | 東幕下37枚目 3–4        | 東幕下47枚目 3–4            |
| 2003年 （平成15年） | 東三段目2枚目 4–3       | 西幕下51枚目 6–1          | 西幕下22枚目 3–4          | 西幕下28枚目 3–4            | 西幕下37枚目 2–5        | 西幕下55枚目 3–4            |
| 2004年 （平成16年） | 東三段目5枚目 3–4       | 東三段目18枚目 5–2        | 西幕下54枚目 3–4          | 東三段目8枚目 5–2           | 東幕下47枚目 2–5        | 東三段目5枚目 4–3           |
| 2005年 （平成17年） | 西幕下56枚目 5–2        | 西幕下37枚目 5–2          | 西幕下27枚目 2–5          | 西幕下44枚目 6–1            | 東幕下18枚目 3–4        | 東幕下23枚目 3–4            |
| 2006年 （平成18年） | 東幕下29枚目 2–5        | 東幕下44枚目 4–3          | 西幕下34枚目 5–2          | 西幕下22枚目 4–3            | 西幕下16枚目 4–3        | 西幕下10枚目 3–4            |
| 2007年 （平成19年） | 西幕下16枚目 3–4        | 西幕下25枚目 4–3          | 西幕下20枚目 4–3          | 西幕下15枚目 3–4            | 東幕下23枚目 4–3        | 東幕下17枚目 3–4            |
| 2008年 （平成20年） | 東幕下26枚目 4–3        | 西幕下17枚目 2–5          | 東幕下32枚目 5–2          | 西幕下22枚目 3–4            | 東幕下30枚目 3–4        | 西幕下36枚目 5–2            |
| 2009年 （平成21年） | 西幕下20枚目 2–5        | 西幕下36枚目 3–4          | 東幕下44枚目 3–4          | 東幕下54枚目 4–3            | 西幕下45枚目 4–3        | 西幕下38枚目 1–6            |
| 2010年 （平成22年） | 西三段目11枚目 6–1      | 西幕下35枚目 3–4          | 西幕下42枚目 2–5          | 西三段目2枚目 4–3           | 東幕下50枚目 2–5        | 西三段目12枚目 4–3          |
| 2011年 （平成23年） | 東三段目筆頭 4–3        | 八百長問題 により中止     | 西幕下51枚目 3–4          | 東幕下54枚目 5–2            | 西幕下37枚目 5–2        | 東幕下27枚目 1–6            |
| 2012年 （平成24年） | 西幕下50枚目 4–3        | 東幕下42枚目 6–1          | 東幕下19枚目 3–4          | 西幕下24枚目 3–4            | 西幕下33枚目 3–4        | 西幕下40枚目 4–3            |
| 2013年 （平成25年） | 西幕下33枚目 2–5        | 西幕下49枚目 4–3          | 東幕下38枚目 1–6          | 東三段目5枚目 2–5           | 東三段目29枚目 優勝 7–0 | 東幕下20枚目 2–5            |
| 2014年 （平成26年） | 西幕下37枚目 3–4        | 東幕下45枚目 4–3          | 西幕下38枚目 3–4          | 西幕下46枚目 3–4            | 東幕下57枚目 4–3        | 東幕下48枚目 2–5            |
| 2015年 （平成27年） | 東三段目7枚目 1–6       | 西三段目39枚目 4–3        | 西三段目24枚目 4–3        | 西三段目11枚目 2–5          | 東三段目38枚目 4–3      | 西三段目22枚目 3–4          |
| 2016年 （平成28年） | 西三段目38枚目 4–3      | 西三段目24枚目 4–3        | 東三段目14枚目 4–3        | 東三段目2枚目 4–3           | 西幕下52枚目 2–5        | 東三段目14枚目 1–6          |
| 2017年 （平成29年） | 東三段目42枚目 5–2      | 西三段目18枚目 2–5        | 西三段目49枚目 4–3        | 東三段目31枚目 1–6          | 東三段目69枚目 4–3      | 西三段目49枚目 4–3          |
| 2018年 （平成30年） | 東三段目32枚目 0–7      | 西三段目82枚目 3–4        | 西序二段4枚目 5–2         | 東三段目69枚目 3–4          | 東三段目90枚目 3–4      | 西序二段8枚目 3–4           |
| 2019年 （平成31年 /令和元年） | 東序二段31枚目 6–1      | 西三段目65枚目 1–6        | 東三段目100枚目 5–2       | 東三段目65枚目 2–5          | 東三段目91枚目 6–1      | 西三段目31枚目 0–7          |
| 2020年 （令和2年） | 西三段目81枚目 1–6      | 東序二段18枚目 1–6        | 感染症拡大 により中止     | 東序二段69枚目 4–3          | 東序二段38枚目 2–5      | 西序二段72枚目 5–2          |
| 2021年 （令和3年） | 西序二段30枚目 2–5      | 西序二段59枚目 休場 0–0–7 | 西序二段59枚目 5–2        | 西序二段27枚目 4–3          | 西序二段5枚目 3–4       | 西序二段29枚目 4–3          |
| 2022年 （令和4年） | 西序二段9枚目 2–5       | 東序二段34枚目 2–5        | 西序二段76枚目 休場 0–0–7 | 西序二段76枚目 3–4          | 東序二段91枚目 4–3      | 西序二段56枚目 4–3          |
| 2023年 （令和5年） | 西序二段25枚目 2–5      | 東序二段59枚目 4–3        | 西序二段33枚目 2–5        | 東序二段66枚目 2–5          | 西序二段93枚目 4–3      | 西序二段59枚目 3–4          |
| 2024年 （令和6年） | 西序二段77枚目 2–5      | 東序二段84枚目 3–4        | 東序二段85枚目 4–3        | 西序二段50枚目 2–5          | 東序二段77枚目 2–5      | 西序二段88枚目 5–2          |
| 2025年 （令和7年） | 東序二段50枚目 3–4      | 西序二段68枚目 2–5        | 西序二段87枚目 4–3        | 東序二段53枚目 1–6          | x                       | x                           |
| 各欄の数字は、「勝ち-負け-休場」を示す。 優勝 引退 休場 十両 幕下 三賞：敢=敢闘賞、殊=殊勲賞、技=技能賞 その他：★=金星 番付階級：幕内 - 十両 - 幕下 - 三段目 - 序二段 - 序ノ口 幕内序列：横綱 - 大関 - 関脇 - 小結 - 前頭（「#数字」は各位内の序列） |                         |                           |                           |                             |                         |                             |

## 改名歴
- 渡辺山 俊哉（わたなべやま としや）1993年3月場所
- 天一 俊哉（てんいち としや）1993年5月場所 - 2002年3月場所
- 天一 力（てんいち ちから）2002年5月場所 - 2009年5月場所
- 天壱 俊哉（てんいち としや）2009年7月場所 - 2009年11月場所
- 天壱 闘志矢（てんいち としや）2010年1月場所 - 2010年9月場所
- 天一 俊哉（てんいち としや）2010年11月場所 -